# أندرياس موغنسن
أندرياس موغنسن (بالدنماركية: Andreas Mogensen)‏ (و. 1976 – م) هو رائد فضاء من الدنمارك . ولد في كوبنهاغن .

## ريادة الفضاء
شارك في المهمات الفضائية:
- Soyuz TMA-16M
- سويوز تي إم إيه-18 إم.

## التعليم
تعلم في إمبريال كوليدج لندن